# Sipartech
 (août 2022).
 (août 2022).
Sipartech est un opérateur européen d'infrastructures télécoms de fibres optiques. La société met à la disposition des opérateurs de télécommunications, des centres de données et des entreprises, des offres très haut débit connectées à son réseau de fibres optiques en France et en Europe (fibre optique noire, transmission optique, services Ethernet, services IP, connectivité au Cloud, hébergement).

## Historique
Xavier Niel, via sa holding NJJ, investit en 2010 dans Sipartech,.
En 2012, NJJ Capital est rejoint par Ciclad, dans le cadre d'une seconde levée de fonds, les fondateurs restant majoritaires. Le réseau de Sipartech s'étend sur plus de 500 km en France.
Dès 2015, avec un réseau de 1000 km en Île-de-France, Sipartech investit dans le déploiement de réseaux métropolitains à Lille puis à Marseille. Suivent ensuite en 2017, les réseaux de Rennes et Tours.
En 2016, Sipartech accueille le fonds d'investissement Summit Partners en remplacement de NJJ Capital et Ciclad. Les fondateurs maintiennent leur majorité,.
Le déploiement longue distance interconnectant les réseaux métropolitains déjà déployés démarre. En 2016, Sipartech se voit confier l’exploitation des infrastructures terrestres d’un consortium international de câbles sous-marins AAE1 depuis Marseille, qui connecte l’Europe à l’Asie du Sud-Est[Lequel ?].[réf. nécessaire]
En 2018, Sipartech intègre l'accélérateur des PME Industrielles soutenu par Bpifrance et la Région Ile-de-france. La société se déploie en région à Bordeaux, Lyon et Strasbourg. Le réseau longue distance se déploie quant à lui en Europe (Allemagne, Belgique, Espagne, Italie, Pays-Bas ...). Une filiale, Sipartech International Limited, est créée à Londres au Royaume-Uni.[non neutre]
En 2020, le fonds d’investissements Blackstone remplace Summit Partners au capital de Sipartech, la famille Santina restant majoritaire,.
En 2021, Sipartech a recours à un emprunt syndiqué de 180 millions d'euros pour accélérer le déploiement de son réseau longue distance,.
En 2023, Sipartech met à niveau son réseau à 400G+,,. Cela permet de gérer des débits de transmission supérieurs à 400Gbps pour soutenir les applications à forte intensité de données comme le cloud computing ou encore l'intelligence artificielle. 
De plus, la société renforce son réseau marseillais avec des travaux spécifiques dans le tunnel du Prado pour que les câbles sous-marins puissent atteindre les datacenters de Marseille, 6ème hub internet mondial,. Le site internet www.DgtlInfra.com classe la société parmi les 200 principaux fournisseurs mondiaux de fibre noire et de fibre éclairée (Top 200 Dark Fiber and Lit Fiber Providers in the world").

## Activités
Sipartech déploie des offres tel que la : fibre noire, longueur d’onde, Ethernet, accès internet, transit IP, solution d’accès au cloud, solution anti-ddos, hébergement…[source insuffisante].